# Leo Higuita
Leonardo de Melo Vieira Leite connu sous le pseudonyme Higuita, né 6 juin 1986 à Rio de Janeiro, est un gardien de but de futsal d'origine brésilienne et international kazakh.

## Biographie
Né à Rio de Janeiro, il commence à jouer à l'âge de cinq ans en tant que gardien de but, imitant son père. Enfant, Leonardo de Melo Vieira Leite prend le surnom d'Higuita du gardien de football colombien René Higuita, dont il joue de la même manière en sortant souvent de la surface de réparation. Il joue pour les sections de futsal de diverses équipes de football telles que Vasco da Gama, Flamengo et Fluminense jusqu'à l'âge de 18 ans, date à laquelle il choisit de jouer uniquement au futsal en raison de sa taille.
Il joue pour le Cabo Frio Futsal, part pour le Kazakhstan pour rejoindre le Tulpar Karagandy puis signe dans le club portugais du CF Os Belenenses.
En 2011, il rejoint le Kairat Almaty. Il connaît sa première expérience en Coupe de l'UEFA, privé d'une place en finale par le Dinamo Moscou lors du dernier match du tour élite.
En 2013, son équipe atteint la finale de la Coupe de l'UEFA qu'elle remporte pour la première fois. Lors de la demi-finale face au tenant du titre le FC Barcelone, Higuita joue avec son style unique en tant que cinquième joueur de champ, totalisant cinq tirs dont deux fois sur les montants du but. Il est nommé homme du match malgré le fait que son coéquipier Fumasa inscrive un triplé. Il remporte la Coupe de l'UEFA en 2013 et 2015 et participe au Tour élite en 2017.

### En équipe nationale
Depuis 2013, il évolue pour l'équipe nationale du Kazakhstan.
Avec la sélection kazakhe, Higuita termine troisième du Championnat d'Europe 2016, et est élu meilleur gardien de la compétition.
Au terme de l'Euro 2018, Higuita fait partie de l'équipe de la compétition en tant que second gardien.

## Style de jeu
Gardien de but depuis l'âge de cinq ans, Higuita déclare en 2013 : « Quand j'étais petit, j'avais les cheveux longs et un gardien de but jouait peu en dehors de leur zone à l'époque, mais je faisais souvent ça (...). Donc tout le monde disait : "Regarde ce gardien de but. C'est un imbécile comme Higuita. (...) C'est ainsi que je suis devenu Higuita. J'ai aussi essayé le coup du scorpion quand je jouais au football, mais seulement à l'entraînement ».
Higuita n'hésite donc pas à sortir de sa surface de réparation, jouant pratiquement en cinquième joueur de champ. Il tire aussi au but, du milieu de terrain si besoin.

## Palmarès

### Récompenses individuelles
- Futsal Awards (5)
  - Meilleur gardien du monde : 2015, 2016, 2018, 2019 et 2020
  - Second meilleur gardien du monde : 2017
- Championnat d'Europe (1)
  - Meilleur gardien : 2016
  - Membre de l'équipe-type : 2016 et 2018

### Titres et trophées collectifs
- Coupe intercontinentale (1)
  - Vainqueur : 2014

- Ligue des champions UEFA (2)
  - Vainqueur : 2013 et 2015
  - Finaliste : 2019

- Championnat d'Europe
  - Troisième : 2016

- Championnat du Kazakhstan (9)
  - Champion : 2012, 2013, 2014, 2015, 2016, 2017, 2018, 2019 et 2020

- Coupe du Kazakhstan (6)
  - Vainqueur : 2013, 2014, 2015, 2016, 2017 et 2018

- Supercoupe du Kazakhstan (6)
  - Vainqueur : ?